# Винсборо Милс (Јужна Каролина)
Винсборо Милс (енгл. Winnsboro Mills) насељено је место без административног статуса у америчкој савезној држави Јужна Каролина.

## Демографија
По попису из 2010. године број становника је 1.898, што је 365 (-16,1%) становника мање него 2000. године.
| Група             | 2000.         | 2010.         |
| Белци             | 1.213 (53,6%) | 614 (32,3%)   |
| Афроамериканци    | 935 (41,3%)   | 1.099 (57,9%) |
| Азијати           | 12 (0,5%)     | 17 (0,9%)     |
| Хиспаноамериканци | 75 (3,3%)     | 125 (6,6%)    |
| Укупно            | 2.263         | 1.898         |